# Elecciones municipales de 2019 en Torrejón de la Calzada
Las elecciones municipales de 2019 se celebraron en Torrejón de la Calzada el domingo 26 de mayo de acuerdo con el Real Decreto de convocatoria de elecciones locales en España dispuesto el 1 de abril de 2019 y publicado en el Boletín Oficial del Estado el día 2 de abril. Se eligieron los 13 concejales del pleno del Ayuntamiento de Torrejón de la Calzada, a través de un sistema proporcional (método d'Hondt), con listas cerradas y un umbral electoral del 5 %.

## Resultados
Tras las elecciones, la confluencia GLITC ganó las elecciones con cuatro escaños, dos más que en la anterior legislatura; el PP consiguió tres escaños, dos menos que en la anterior legislatura; el PSOE consiguió dos escaños, uno más que en la anterior legislatura; Ciudadanos-Partido de la Ciudadanía consiguió irrumpir con dos escaños en el consistorio y  Vox y Podemos consiguieron entrar en el consistorio con un escaño cada uno.
| Candidatura                   | Candidatura                                                 | Candidato                      | Votos | %                                       | Escaños                                 |
| ----------------------------- | ----------------------------------------------------------- | ------------------------------ | ----- | --------------------------------------- | --------------------------------------- |
|                               | Grupo Local Independiente de Torrejón de la Calzada (GLITC) | David Blázquez Baos            | 1.290 | 29,49                                   | 4                                       |
|                               | Partido Popular (PP)                                        | María Ángeles Rodríguez Jericó | 1.082 | 24,73                                   | 3                                       |
|                               | Ciudadanos-Partido de la Ciudadanía (Cs)                    | Azahara Molina Martín          | 606   | 13,85                                   | 2                                       |
|                               | Partido Socialista Obrero Español (PSOE)                    | María Clara López Borreguero   | 572   | 13,07                                   | 2                                       |
|                               | Podemos                                                     | Beatriz Fernández Fernández    | 424   | 9,69                                    | 1                                       |
|                               | Vox                                                         | Javier Díaz Sánchez            | 342   | 7,82                                    | 1                                       |
| Izquierda Unida-Madrid en Pie | Izquierda Unida-Madrid en Pie                               | Mario Yzpisua Domínguez        | 30    | 0,69                                    | 0                                       |
| Votos en blanco               | Votos en blanco                                             | Votos en blanco                | 29    | 0,66                                    | n/a                                     |
| Votos válidos                 | Votos válidos                                               | Votos válidos                  | 4.346 | 100,00                                  | 13                                      |
| Votos nulos                   | Votos nulos                                                 | Votos nulos                    | 37    | Participación: · \| \| 70,89 % \| 1,62% | Participación: · \| \| 70,89 % \| 1,62% |
| Votantes                      | Votantes                                                    | Votantes                       | 4.412 | Participación: · \| \| 70,89 % \| 1,62% | Participación: · \| \| 70,89 % \| 1,62% |
| Electores                     | Electores                                                   | Electores                      | 6.224 | Participación: · \| \| 70,89 % \| 1,62% | Participación: · \| \| 70,89 % \| 1,62% |
|                               | 70,89 %                                                     |                                |       |                                         |                                         |

## Concejales electos
| N.º | Nombre                            | Lista | Lista   |
| --- | --------------------------------- | ----- | ------- |
| 1   | David Blázquez Baos               |       | GLITC   |
| 2   | María Ángeles Rodríguez Jericó    |       | PP      |
| 3   | María Paz Calzada Martínez        |       | GLITC   |
| 4   | Azahara Molina Martín             |       | Cs      |
| 5   | María Clara López Borreguero      |       | PSOE    |
| 6   | Severiano Francisco López López   |       | PP      |
| 7   | María del Rocío Calderón Moscatel |       | GLITC   |
| 8   | Beatriz Fernández Fernández       |       | Podemos |
| 9   | José María Aguado Vázquez         |       | PP      |
| 10  | Javier Díaz Sánchez               |       | Vox     |
| 11  | José María Torres Paniagua        |       | GLITC   |
| 12  | Isabel Moreno Neves               |       | Cs      |
| 13  | José Antonio Rodríguez Querencia  |       | PSOE    |